# Secretaris op de vloot van Houtman
Secretaris op de vloot van Houtman is een jeugdboek van de Nederlandse schrijver Klaas Norel uit 1970. Het boek is het derde deel van een trilogie, waarvan het eerste deel Zarco de Zeevaarder is en het tweede Spion of Pionier. Het thema van het boek is de Eerste Schipvaart.

## Plot
Pieter Gerrits, die in Spion of Pionier zeven jaar in Portugese dienst voor de Republiek gespioneerd heeft, is inmiddels getrouwd met Maartje Paludanus en werkt als koopman voor de reder Semeyns. Weliswaar zijn Pieters aantekeningen in het werk van Lucas Janszoon Waghenaer gebruikt en proberen de Hollandse steden de zeeweg naar Indie te vinden, maar dit doen ze slechts via de Noordoostelijke Doorvaart en zonder succes. Uiteindelijk rust de stad Amsterdam alsnog een expeditie uit die het via de Kaap gaat proberen, onder leiding van Cornelis de Houtman. Zowel Pieter Gerrits als Cornelis van Heemskerk (het neefje van Jacob van Heemskerk) gaan mee, de eerste als secretaris en de tweede als adelborst.
De reis verloopt na een voorspoedige start rampzalig. Doordat De Houtman tegen Pieters advies geen vruchten en marmelade inslaat wordt de bemanning geteisterd door scheurbuik, waaraan een groot deel overlijdt. Daarbij escaleert een geschil tussen De Houtman en de tweede man Gerrit van Beuningen tot muiterij van de laatste, waarop deze in de ijzers geslagen wordt. Ook Pieter, die een zwakke maag heeft, overlijdt in het zicht van Bantam. Cornelis van Heemskerk neemt zowel de plaats van secretaris als die van hoofdpersoon in het boek over vanaf dat moment.
De handel met de Javanen verloopt rampzalig door misverstanden, politieke intriges, de krenterigheid en directheid van De Houtman jegens de Javanen, en intriges van de Portugezen. Er wordt wel wat peper gekocht en buitgemaakt, maar uiteindelijk zijn de schepen maar half gevuld. Ook moet een schip worden opgegeven. Tegen de tijd dat de terugreis aanvaard wordt laat de schipper Van Beuningen uit de gevangenis op voorwaarde dat deze de bemanning niet meer opstookt.
De terugreis verloopt vlot maar Van Beuningen blijft stoken totdat Cornelis van Heemskerk gedwongen is hem te verklikken waarop hij opnieuw opgesloten wordt. De schepen bereiken uiteindelijk velig Nederland met 87 overlevenden, waarvan er alsnog acht kort na aankomst komen te overlijden. De financiële opbrengst was geen succes. De compagnie kon net de kosten dekken, maar het doel van de reis was geslaagd. Het was bewezen dat het mogelijk was via Kaap de Goede Hoop en zonder veel overlast van de Portugezen naar Oost-Indië te varen. Cornelis van Heemskerk is weer snel boven Jan en maakt zich op met een nieuwe expeditie mee te gaan, als secretaris van de brede raad.